# 거울 죽이기
《거울 죽이기》는 매주 화요일 환상거북이 다음 웹툰에서 연재하는 웹툰이다.